# Pierre Overney
Pour les articles homonymes, voir Pierrot.
Pierre Overney, dit Pierrot, né le 27 avril 1948 à Montcornet et mort le 25 février 1972 à Billancourt, est un militant ouvrier maoïste, de la tendance mao-spontex. Membre de la Gauche prolétarienne, installé à Flins et Billancourt, il est tué par un vigile de Renault.

## Biographie

### Circonstances de sa mort

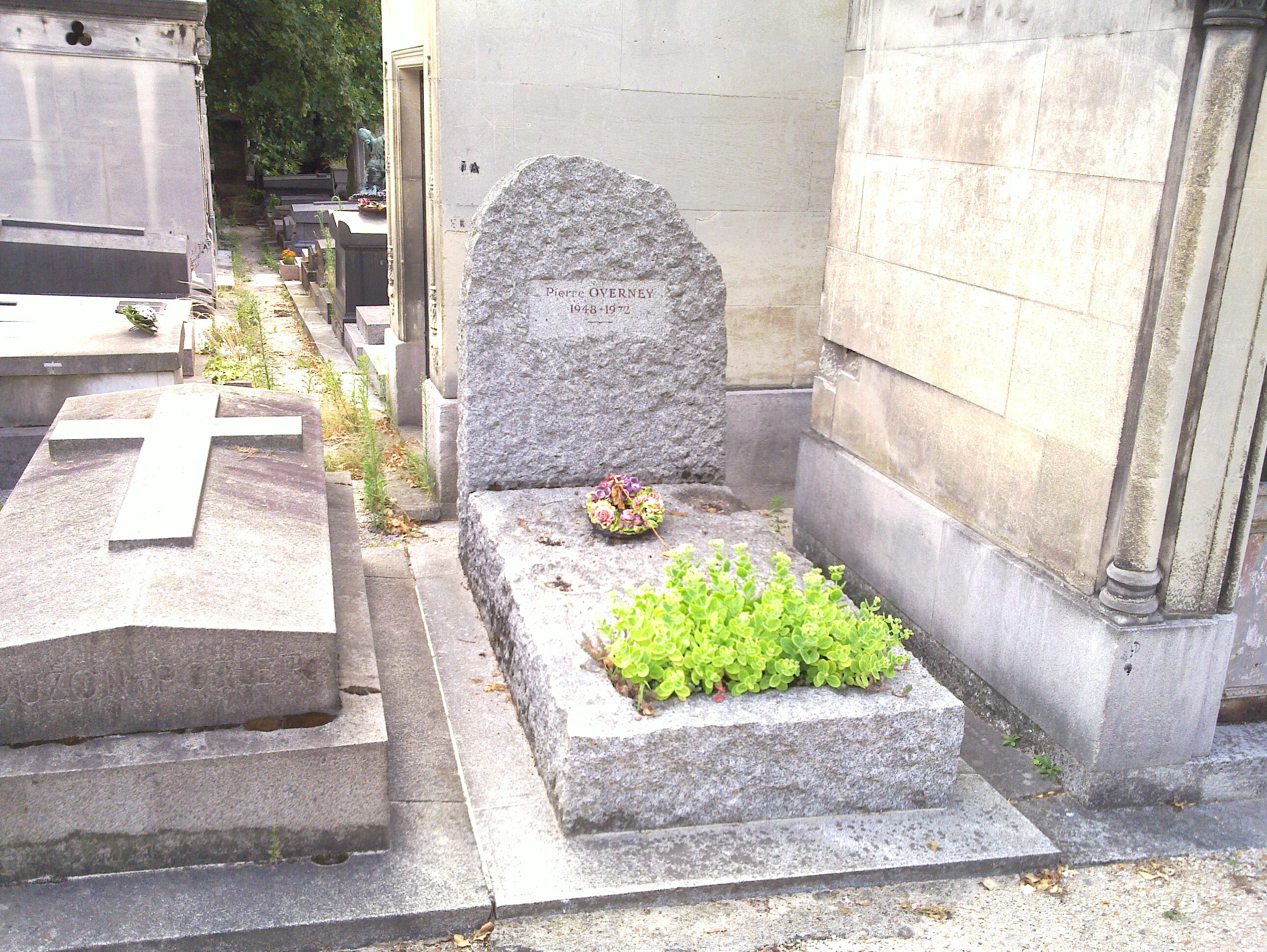
Tombe de Pierre Overney au cimetière du Père-Lachaise (division 59).

Licencié par la direction de l'usine Renault où il est entré pour faire du militantisme maoïste en milieu ouvrier, Pierre Overney participe à une action de la Gauche Prolétarienne (GP) à la sortie de l'usine de Billancourt. Il s'agit d'inciter les ouvriers à commémorer le massacre de la station de métro Charonne de février 1962.
Dans un contexte de violence et de tension, il est abattu par Jean-Antoine Tramoni, agent de sécurité de Renault, le vendredi 25 février 1972 à 14 h 30, devant les grilles de l'avenue Émile-Zola, alors qu'il cherchait à entrer dans l'usine avec un groupe de militants. L'événement eut lieu en présence de plusieurs personnes venues accompagner les maoïstes dans leurs opérations dont le journaliste Claude-François Jullien du Nouvel Observateur et Christophe Schimmel, un photographe de l'APL qui prend des photographies, dont celles du meurtre.
Pierre Overney est enterré au cimetière du Père-Lachaise (59e division).

## Réactions
Georges Marchais, secrétaire général du PCF, suivi de la CGT, critique sévèrement non seulement le pouvoir, mais les gauchistes dans les jours suivants, bloquant même un meeting de protestation tenu le lundi suivant dans l'usine par la CFDT.
- Dans les jours suivants, le groupe gay des Gazolines renverse un car de police lors d'une émeute provoquée par la mort du militant maoïste.

- Nuit du mardi 1er mars 1972 au mercredi 2 mars 1972, cinq véhicules sont incendiés par cocktail Molotov au dépôt régional Renault de Caen. L'action est ensuite revendiquée par un tract non signé « La Régie [Renault] a payé pour le meurtre de Pierre Overney »[6].

- Le samedi 4 mars 1972, jour de ses obsèques, une grande manifestation rassemble 200 000 personnes[7], dans un cortège de 7 km. Jean-Paul Sartre est près du cercueil, et le philosophe Michel Foucault est dans la foule.

Le 8 mars 1972, en représailles au meurtre, la NRP (Nouvelle résistance populaire), organisation de choc de la GP, dirigée par Olivier Rolin, kidnappe Robert Nogrette, chef-adjoint chargé des relations sociales à Billancourt, puis le libère unilatéralement deux jours plus tard, sur décision de Benny Lévy (connu sous le pseudonyme de Pierre Victor). Entré en 1935 à Renault comme ajusteur, Nogrette avait été notamment chargé d'annoncer leur licenciement à deux militants de la GP, Sadock Ben Mabrouk et José Duarte. L'action est critiquée aussi bien par le PCF que le PS, le PSU, ou la LC. Sartre et Maurice Clavel déclarent ensemble :
« Nous considérons qu'après la mort de Pierre Overney, étant donné que l'usine Renault-Billancourt est quasiment en état de siège, entièrement fermée par les CRS, et qu'on a licencié onze ouvriers dont cinq ont été arrêtés et inculpés, des événements tels que l'enlèvement de Robert Nogrette étaient prévisibles à brève échéance, et que ceux qui l'ont accompli ont certainement conçu leur acte comme une riposte normale à la répression qui sévit chez Renault. »
Raymond Barillon, dans Le Monde, écrit quant à lui :
« Le meurtre du 25 février et le rapt du 8 mars ne sont que deux illustrations parmi des centaines de la fameuse crise de civilisation dont la réalité nous a explosé au visage il y a bientôt quatre ans, et qui a suscité depuis lors bien des discours et des gémissements, mais n'a provoqué aucune prise de conscience globale ni, surtout, aucune initiative fondamentale dans les milieux dirigeants, qu'il s'agisse du pouvoir en place, du patronat, du PCF ou de la CGT. »
- Le 25 mars 1972, le groupe Pour une critique révolutionnaire diffuse à Paris et dans la région parisienne plusieurs milliers d'exemplaires d'une affiche intitulée « Ni de votre mort, ni de votre survie »[8].

- Le 17 novembre 1986, le nom de Pierre Overney réapparaît, repris par Action directe lors de l'assassinat de Georges Besse, le patron de la Régie Renault.

## Procès et assassinat de Tramoni
Le 12 octobre 1972, soit huit mois après son acte, la chambre d'accusation de Paris rendra un arrêt accordant la liberté à Jean-Antoine Tramoni.
Le procès du meurtrier a lieu en janvier 1973 et met en lumière l'existence au sein de la Régie Renault d'une sorte de milice. À la suite de l’examen des photos prises le jour du meurtre, l’hypothèse d’un acte de légitime défense de la part de Tramoni est écartée. Ce dernier est condamné à quatre ans de prison par la cour d'assises de Paris. Il bénéficie d'une libération conditionnelle en octobre 1974.
Le 23 mars 1977, vers 19 heures, Jean-Antoine Tramoni est assassiné à Limeil-Brévannes par deux tueurs à moto. Le crime est revendiqué par les NAPAP (Noyaux armés pour l'autonomie populaire), composés pour partie d'anciens militants de la Gauche prolétarienne. Les assassins ne seront jamais retrouvés.

## Hommages
Dominique Grange, au début du siècle suivant, lui dédiera une de ses compositions, la chanson : Pierrot est tombé reprise plus tard dans l'album : 1968 - 2008... N’effacez pas nos traces ! (le récit du meurtre, ses causes et suites y sont relatées).

## Le suicide de Nicolas Boulte, critique des méthodes de la GP
Après Mai 68, Nicolas Boulte rejoint la Gauche prolétarienne et « s'établit » comme ouvrier chez Renault à l'usine de Boulogne-Billancourt,. Il est alors actif dans une structure créée par la GP dans l'usine, le Comité de lutte Renault.
Très critique par rapport aux pratiques de ce comité, Nicolas Boulte rédige, sous le pseudonyme de Baruch Zorobabel, au printemps 1972, une Tentative de bilan du Comité de lutte Renault qui est publiée en octobre par la revue conseilliste Informations et correspondances ouvrières,,.
Dans ce mémoire, l'auteur analyse une « idéologie de l'activisme coupée de la réalité quotidienne » : par manque d'implantation réelle chez les ouvriers, les maos sont contraints pour exister de mettre en œuvre une stratégie « militariste » de surenchère permanente dans l'affrontement avec les agents de maîtrise aux portes de l'usine. C'est, d'après l'auteur, ce type d'action qui est à l'origine du meurtre de Pierre Overney par un vigile de Renault. Nicolas Boulte sera ensuite tabassé par des militants de la GP puis se suicidera en 1975, après avoir envoyé au journal Le Monde sa notice nécrologique.
En 2008, Morgan Sportès reprend cette trame dans son enquête Ils ont tué Pierre Overney,.

### Filmographie
- Gérald Mury et Christian Mottier, Les Maoïstes, Temps présent, Radio télévision suisse, 1972, [voir en ligne]
- Anne Argouse et Hugues Peyret, Mort pour la cause du peuple, 52 minutes, FR3 Haute-Normandie, 2012 [voir en ligne]

## Sources
- Récit sur les événements ayant entraîné sa mort
- Archives Morlock film 8 mm Les Funérailles de Pierre Overney, 11 mars 1972, boulevard Magenta (10e)
- Michel Puech, « 40 ans après, Pierre Overney », sur blog de Michel Puech sur le Club de Mediapart, 5 mars 2012